# Teodosio César Brea
Teodosio César Brea (1927-2018), es un abogado egresado de la Universidad de Buenos Aires con Diploma de Honor. Juan Martín Allende y Teodosio César Brea fundaron el estudio jurídico Allende & Brea en el año 1957.
Fue durante diez años (1955-1965) profesor adjunto de Derecho Constitucional de la Facultad de Derecho de la Universidad de Buenos Aires.
Miembro del Colegio de Abogados de la Ciudad de Buenos Aires; The Association of the Bar of the City of New York; Real Colegio de Abogados de Madrid; The American Society of International Law; American Foreign Law Association; etc 
Fue Presidente del Servicio de Parques Nacionales Argentinos (1966-1970) bajo la dictadura de Juan Carlos Onganía; Presidente de la Fundación Vida Silvestre Argentina; Vicepresidente y Miembro del Consejo Directivo de World Wild Found for Nature (WWF) (1982-1995); Vicepresidente del Consejo Asesor y Centro de Derecho Comparado de The Southwestern Legal Foundation, Dallas.
Ha participado activamente en la fundación de varias organizaciones no gubernamentales (ONG), como la Fundación Bariloche (1962), la Fundación Invertir (1993) y la Fundación Vida Silvestre Argentina (1977).[cita requerida]